# Паша Парфеній
Па́ша Парфе́ній (нар. 30 травня 1986 року, Оргіїв) — молдовський співак і композитор, колишній соліст гурту «SunStroke Project». Представив Молдову на Євробаченні 2023 з піснею «Soarele și luna».

## Біографія
Парфеній народився в Оргієві. Його мати була вчителем фортепіано в місцевій музичній школі, а батько — співаком і гітаристом.
Перебуваючи в Оргієві, Паша з юних років вивчав гру на фортепіано, а у 2002 році вступив до Тираспольського музичного коледжу, де навчався вокалу. У 2006 році Парфені продовжив музичне навчання в Державній академії музики, театру та образотворчого мистецтва.
Представляв Молдову на пісенному конкурсі Євробачення 2012 в Баку з піснею «Lăutar». За результатами першого півфіналу, який відбувся 22 травня 2012 року, композиція пройшла до фіналу. У фіналі співак посів одинадцяте місце. 
У 2023 році він був відібраний до національного відбору на Євробачення Etapa Națională з піснею «Soarele și luna», написаною спільно з Юліаною Скутарі. Він пройшов кваліфікацію на етапах прослуховувань і потрапив у фінал 4 березня. Тоді він виграв конкурс, перемігши як у голосуванні журі, так і у голосуванні публіки, і в результаті представляв Молдову на пісенному конкурсі Євробачення 2023 у Ліверпулі. У фіналі конкурсу посів 18 місце, набравши 96 балів.